# Jozef Kalina
Jozef Kalina, né le 22 novembre 1924, à Bratislava, en Tchécoslovaquie et décédé le 21 avril 1986, à Bratislava, en Tchécoslovaquie, est un joueur tchécoslovaque de basket-ball.